# Ötscher
Ötscher är ett berg i Österrike.   Det ligger i distriktet Scheibbs i förbundslandet Niederösterreich, i den östra delen av landet, 100 km väster om huvudstaden Wien. Toppen på Ötscher är 1 893 meter över havet.
Terrängen runt Ötscher är huvudsakligen kuperad, men den allra närmaste omgivningen är bergig. Ötscher är den högsta punkten i trakten. Runt Ötscher är det ganska glesbefolkat, med 29 invånare per kvadratkilometer.. Närmaste större samhälle är Scheibbs, 16,1 km norr om Ötscher. 
I omgivningarna runt Ötscher växer i huvudsak blandskog.